# Bistum Crookston
Das Bistum Crookston (lat.: Dioecesis Crookstoniensis, engl.: Diocese of Crookston) ist eine in den Vereinigten Staaten gelegene römisch-katholische Diözese mit Sitz in Crookston, Minnesota.

## Geschichte
Das Bistum wurde am 31. Dezember 1909 durch Papst Pius X. aus Gebietsabtretungen des Erzbistums Saint Paul errichtet und diesem als Suffraganbistum unterstellt.

## Territorium
Das Bistum Crookston umfasst die im Bundesstaat Minnesota gelegenen Gebiete Becker County, Beltrami County, Clay County, Clearwater County, Hubbard County, Kittson County, Lake of the Woods County, Marshall County, Mahnomen County, Norman County, Pennington County, Polk County, Red Lake County und Roseau County.

## Bischöfe von Crookston
- Timothy Corbett, 1910–1938
- John Hubert Peschges, 1938–1944
- Francis Joseph Schenk, 1945–1960, dann Bischof von Duluth
- Lawrence Alexander Glenn, 1960–1970
- Kenneth Joseph Povish, 1970–1975, dann Bischof von Lansing
- Victor Herman Balke, 1976–2007
- Michael Joseph Hoeppner, 2007–2021
- Andrew Cozzens, seit 2021

## Weblinks

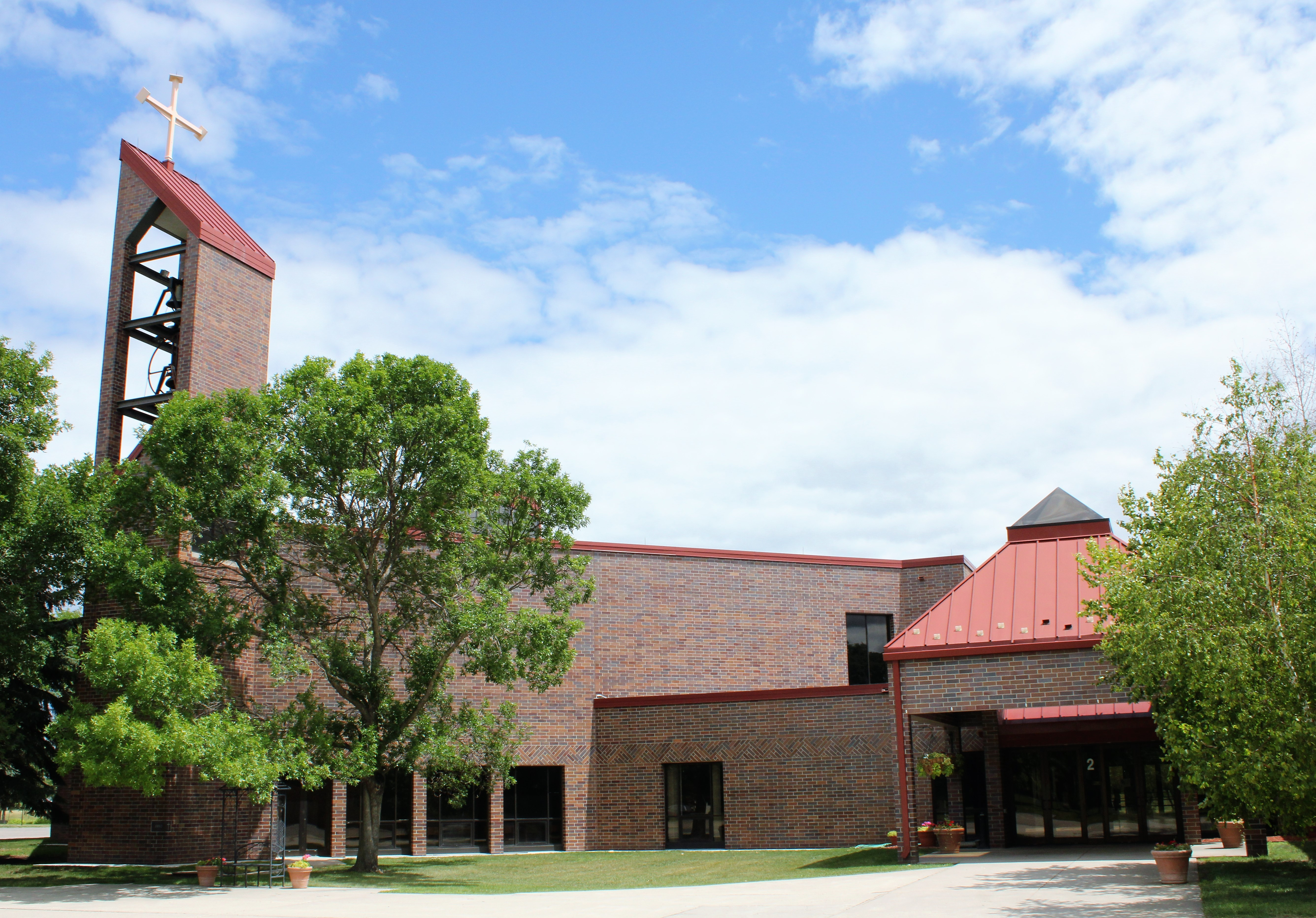
Kathedrale Immaculate Conception in Crookston